# 山口県道216号善和阿知須線
山口県道216号善和阿知須線（やまぐちけんどう216ごう よしわあじすせん）は、山口県宇部市から山口市に至る一般県道である。

## 概要
宇部市大字善和から山口市阿知須に至る。

### 路線データ
- 起点：宇部市大字善和（善和交差点、国道490号・山口県道219号西岐波吉見線交点）
- 終点：山口市阿知須（山口県道213号きらら浜沖の原線交点）

## 歴史
- 1963年（昭和38年）5月31日 - 山口県告示第297号により認定される。
- 1972年（昭和47年） - 山口県の県道番号再編により現行の路線番号に変更される。
- 2001年（平成13年）2月23日 - 山口県告示第126号により終点が変更される[注釈 1]。
- 2005年（平成17年）10月1日 - 山口市と佐波郡・吉敷郡の全4町が対等合併して改めて山口市が発足したことに伴い終点の地名表記が変更される（吉敷郡阿知須町沖の原→山口市阿知須）。

## 地理

### 通過する自治体
- 山口県
  - 宇部市 - 山口市

### 交差する道路
| 交差する道路                            | 市町村名 | 交差する場所 | 交差する場所      |
| --------------------------------------- | -------- | ------------ | ----------------- |
| 国道490号 山口県道219号西岐波吉見線     | 宇部市   | 大字善和     | 善和交差点 / 起点 |
| 山口県道6号山口宇部線 / E2 山口宇部道路 | 山口市   | 阿知須       | 阿知須IC          |
| 山口県道213号きらら浜沖の原線           | 山口市   | 阿知須       | 終点              |

### 沿線
- 宇部72カントリークラブ - かつて宇部興産オープンゴルフが開催されていたゴルフ場。
- 阿知須温泉
- 山口市立井関小学校
- 山口市立阿知須中学校